# صاریغ سه‌خط قرمز
صاریغ سه‌خط قرمز (نام علمی: Monodelphis umbristriata) نام یک گونه از سرده تک‌زهدان‌ها است.